# Baby, I Love You
Baby, I Love You – piosenka z 1963 roku, napisana przez Ellie Greenwich, Jeffa Barry’ego, oraz Phila Spectora. Pierwszym muzykiem, który nagrał ten utwór, był amerykański girls band The Ronettes, którego wersja została opublikowana na singlu w listopadzie 1963 roku. Oryginał dotarł do 24. miejsca na amerykańskiej liście Billboard Hot 100, natomiast na Wyspach Brytyjskich singiel zatrzymał się na 11. pozycji.
W roku 1980 nowojorska grupa punkrockowa Ramones wylansowała cover, który stał się ich największym europejskim przebojem. Piosenkę wydano na singlu, który promował album End of the Century.

## Wersja Ramones

### Lista utworów
Wersja brytyjska, niemiecka i portugalska:
1. „Baby, I Love You” (Phil Spector/Jeff Barry/Ellie Greenwich) – 3:47
2. „High Risk Insurance” (Ramones) – 2:08

Wersja holenderska (WEA Records B.V.):
1. „Baby, I Love You” (Phil Spector/Jeff Barry/Ellie Greenwich) – 3:47
2. „High Risk Insurance” (Ramones) – 2:08

Wersja włoska:
1. „Baby, I Love You” (Phil Spector/Jeff Barry/Ellie Greenwich) – 3:47
2. „Do You Remember Rock ’n’ Roll Radio?” (Ramones) – 3:50

Wersja hiszpańska:
1. „Baby, I Love You (Baby, Te Quiero)” (Phil Spector/Jeff Barry/Ellie Greenwich) – 3:47
2. „Rock ’n’ Roll High School (Rock ’n’ Roll de la Escuela)” (Ramones) – 2:38

### Skład
- Joey Ramone – wokal
- Johnny Ramone – gitara, wokal
- Dee Dee Ramone – gitara basowa, wokal
- Marky Ramone – perkusja

Gościnnie:
- Barry Goldberg – pianino